# Mathias Cormann

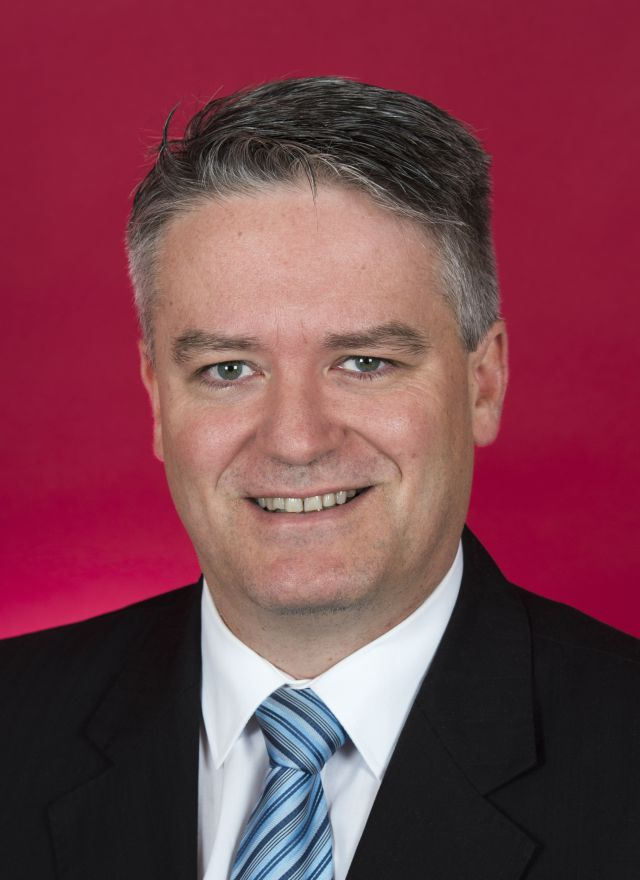
Mathias Cormann, 2016

Mathias Hubert Paul Cormann (* 20. September 1970 in Eupen) ist ein australischer Politiker belgischer Herkunft. Vom 19. Juni 2007 bis zum 6. November 2020 war er Senator für Western Australia im australischen Senat, dem Oberhaus des australischen Parlaments. Zudem war er vom 18. September 2013 bis 30. Oktober 2020 Finanzminister Australiens. Er gehört der Liberal Party of Australia an, vorher war er bis 1996 Mitglied der Christlich Sozialen Partei Belgiens. Im März 2021 setzte er sich im Auswahlverfahren um die Position des OECD-Generalsekretärs durch und wurde damit Nachfolger von José Ángel Gurría, den er am 1. Juni des Jahres ablöste.

## Persönliches
Cormann wurde in Eupen, der Hauptstadt der deutschsprachigen Gemeinschaft Belgiens, geboren und wuchs in Raeren (Belgien) nahe Aachen auf. Er besuchte eine Hochschule in Lüttich und absolvierte seine Rechtskandidatur an der Universität von Namur. Anschließend schloss er 1994 ein Jurastudium an der Katholieke Universiteit Leuven in Löwen ab. Während seines Studiums nahm er an einem Austausch mit der University of East Anglia in Norwich, England, teil und lernte dort erstmals intensiv die englische Sprache, welche nach seiner Muttersprache Deutsch sowie den anderen beiden belgischen Sprachen Französisch und Niederländisch seine vierte Sprache ist. 1994 besuchte er erstmals Perth und wanderte 1996 schließlich nach Australien aus. Da sein belgischer Juraabschluss in Australien zunächst nicht anerkannt wurde, arbeitete Cormann kurzzeitig als Gärtner. Im Jahre 2000 erhielt er die australische Staatsbürgerschaft und verlor gleichzeitig die belgische Staatsbürgerschaft. Cormann ist verheiratet und hat zwei Töchter.

## Politische Karriere

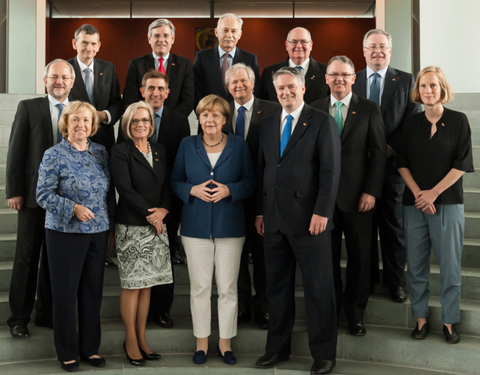
Cormann mit Angela Merkel, 2015

In den 1990er Jahren war Cormann bei der ostbelgischen Christlich Sozialen Partei (CSP) aktiv und war Präsident der Raerener CSP-Lokalsektion, kandidierte für den Provinzialrat der Provinz Lüttich und war für kurze Zeit Mitglied des Gemeinderates in Raeren. Zeitweise war er auch Assistent des Europaabgeordneten Mathieu Grosch.
Nach der Auswanderung nach Australien trat er 1996 der Liberal Party of Australia bei und war unter anderem von 2003 bis 2004 Vizevorsitzender der Partei im Bundesstaat Western Australia. Ab 2007 ersetzte Cormann Ian Campbell als Abgeordneten für Western Australia im australischen Senat. Bei den folgenden Parlamentswahlen 2010 und 2016 wurde er dementsprechend wiedergewählt. Unter Tony Abbott wurde er im September 2013 in dessen Regierung Finanzminister für Australien, was unter Malcolm Turnbull in den Regierungen Turnbull I und II weitergeführt wurde. Ab 2015 war Cormann Vize-Regierungsführer im Senat, bevor er am 20. Dezember 2017 das Amt des Regierungsführers im Senat übernahm.
Da der eigentliche Vizepremierminister Australiens, Barnaby Joyce, aufgrund eines familiären Skandals verhindert war, vertrat Cormann vom 21. bis zum 26. Februar 2018 den auf USA-Reise befindlichen Turnbull als geschäftsführenden Premierminister Australiens.
Nachdem Turnbull am 23. August 2018 als Premierminister zurückgetreten war, wurde auch die Regierung aufgelöst. In der Regierung von Premierminister Scott Morrison wurde Cormann am 28. August 2018 erneut als Finanzminister berufen. Bei der Parlamentswahl am 18. Mai 2019 konnte die Regierung ihre Mehrheit verteidigen. Premierminister Morrison bildete am 29. Mai 2019 eine neue Regierung, in der Cormann wiederum Finanzminister war. Seit dem 30. September 2019 war er der am längsten amtierende Finanzminister Australiens.
Anfang Juli 2020 kündigte Cormann seinen Rückzug aus der australischen Politik zum Jahresende an. So trat er am 30. Oktober 2020 als Finanzminister zurück, sein Nachfolger wurde Simon Birmingham. Am 6. November 2020 legte er sein Mandat als Senator für Western Australia nieder.
Im Oktober 2020 nominierte Australien Cormann für das Amt des Generalsekretärs der OECD. Am 12. März wurde bekannt, dass sich Cormann im Auswahlverfahren zum neuen Generalsekretär der OECD durchsetzen konnte. Am 1. Juni 2021 erfolgte sein Amtsantritt.

## Kritik
Während seiner Kandidatur für das Amt des Generalsekretärs der OECD wurde Cormann wegen seiner Haltung zum Klimawandel kritisiert. Unter anderem gehörte Cormann als Finanzminister der konservativen australischen Regierung an, die ein System zur Bepreisung von Kohlenstoffdioxid abschaffte. Im März 2021 wandten sich 29 führende Vertreter australischer und internationaler Umwelt- und Hilfsorganisationen schriftlich an die OECD, äußerten „ernste Bedenken“ und forderten, dass Cormann wegen seiner „Vereitelung wirksamer Klimaschutzmaßnahmen“ disqualifiziert wird.

## Auszeichnungen
- 2018: Großes Bundesverdienstkreuz der Bundesrepublik Deutschland mit Stern und Schulterband für seine Bemühungen zur Vertiefung der australisch-deutschen Beziehungen.[22]